# واریور
واریور (۱۹۹۹) نام سریالی تلویزیونی بریتانیایی در سبک درام مربوط به جنگ بوسنی است که توسط لی جکسون نوشته شده‌است. تولیدکننده این سریال نایجل استفورد-کلارک و کارگردان آن پیتر کاسمینسکی است. این فیلم توسط بی‌بی‌سی وان پخش شد.
این سریال تلویزیونی بازگوکننده داستان گروهی از سربازان حافظ صلح بریتانیایی شرکت‌کننده در عملیات حفاظت سازمان ملل متحد در ویتز در بوسنی و هرزگوین در جریان پاکسازی قومی دره لاشوا در سال ۱۹۹۳ است.
این فیلم داستان تناقض در دستور العمل حفاظت صلح و ضربه روحی که در نتیجه مشاهده خشونت‌ها علیه غیرنظامیان را در حالی که توان مقابله به مثل را ندارند، به نمایش می‌گذارد.
نام کنایه‌دار فیلم برگرفته از نام خودرو زرهی اف وی ۵۱۰ واریور است که توسط نظامیان بریتانیایی استفاده می‌شد. در ایالات متحده این فیلم با عنوان پیس‌کیپرز پخش شده‌است.